# On the road (espressione)
On the road è un'espressione inglese, traducibile in italiano come "sulla strada" o "per strada", usata per descrivere la tipologia di un film, un fumetto, un racconto o altra opera narrativa la cui trama si svolge durante un viaggio, solitamente compiuto in auto. A volte i personaggi protagonisti del viaggio vivono una vita sregolata, simile a quella dei senza fissa dimora, come nel libro Sulla strada (il cui titolo originale è On the Road), romanzo autobiografico, scritto nel 1951, dello scrittore statunitense Jack Kerouac.
In particolare, i film sono detti road movie.
Esempi di film on the road sono Lo sciacallo, Easy Rider, Basilicata coast to coast.